# Caesalpinia gardneriana
Caesalpinia gardneriana är en ärtväxtart som beskrevs av George Bentham. Caesalpinia gardneriana ingår i släktet Caesalpinia och familjen ärtväxter. Inga underarter finns listade i Catalogue of Life.